# The Hanged Man (1964)
The Hanged Man is een Amerikaanse dramafilm uit 1964 onder regie van Don Siegel.

## Verhaal
Een schutter gelooft dat zijn vriend vermoord is en hij gaat zelf op zoek naar de moordenaars. Al spoedig raakt hij verwikkeld in een netwerk van corrupte vakbonden. 

## Rolverdeling
| Acteur          | Personage      |
| --------------- | -------------- |
| Robert Culp     | Harry Pace     |
| Edmond O'Brien  | Arnie Seeger   |
| Vera Miles      | Lois Seeger    |
| Norman Fell     | Gaylord Grebb  |
| Gene Raymond    | Whitey Devlin  |
| Brenda Scott    | Celine         |
| J. Carrol Naish | Oom Picaud     |
| Pat Buttram     | Otis Honeywell |
| Edgar Bergen    | Receptionist   |
| Randy Boone     | De Jongen      |
| Al Lettieri     | Al             |
| Seymour Cassel  | Piccolo        |
| Scott Hale      | Nieuwslezer    |
| Stan Getz       | Zichzelf       |
| Astrud Gilberto | Zichzelf       |